# 蘭諾·霍克
蘭諾·佐治·霍克（英語：Lanoe George Hawker，1890年12月30日—1916年11月23日） 是第一次世界大戰 英國的王牌飛行員。共擊落7架敵機，他是第三位獲得維多利亞十字勳章的飛行員，這是授予英國和英聯邦軍人的最高級軍事勳章。他與著名的德國王牌紅男爵曼弗雷德·馮·里希特霍芬的纏鬥中被擊落身亡，他被譽為是"英國的奧斯華·波爾克" 。

## 早年
霍克生於1890年12月30日在英格蘭漢普郡的一個叫Longparish的村莊，是皇家海軍上尉亨利·科利·霍克(Henry Colley Hawker)和朱莉亞·戈登·蘭諾·霍克(Julia Gordon Lanoe Hawker)的兒子，他的母親是第74高地兵團少校彼得·威廉·蘭諾·霍克的女兒，也是作家瑪麗·伊莉莎白·霍克（"蘭諾·法爾科納"）的妹妹。霍克的父母是表親關係; 霍克的父親是一個居住在澳洲的海軍軍校學員，霍克的祖父佐治·查理斯·霍克（皇家海軍海軍上將Edward Hawker的兒子）於1839年移居澳洲，1860年當選為南澳州眾議院議長。霍克的家族有着歷史悠久的軍事傳統，自伊莉莎白一世時代起每一代都有家族成員被任命為軍官。
蘭諾被送到，11歲時被送到在達特茅斯的不列颠尼亚皇家海军学院，雖然他非常聰明，又是一名熱心運動的運動員，但他先天的虛弱體質，導致患有黃疸症。由於不適合性質艱苦的海軍船艦上的生活，他進入胡列治的皇家軍事學院，然後加入英國皇家工兵部隊成為軍官學員。霍克是一個聰明的發明家，他對所有的機械和工程開發，展現出濃厚的興趣。1910年夏天，他看了一部以萊特飛行器為題的電影，在出席 般尼茅夫的飛行表演後，他很快發現他對航空產生了興趣，自費在倫敦的亨登飛行場學習飛行。1913年3月4日，霍克被皇家飛行俱樂部授予第435號飛行員證書。
1913年10月晉升為中尉，他被派駐到愛爾蘭科克港的第33要塞連。同時他要求加入英國皇家飛行隊得到批准，1914年8月1日即英國參加第一次世界大戰前三天，他向位於奧加文的中央飛行學校報到。

## 英國皇家飛行隊

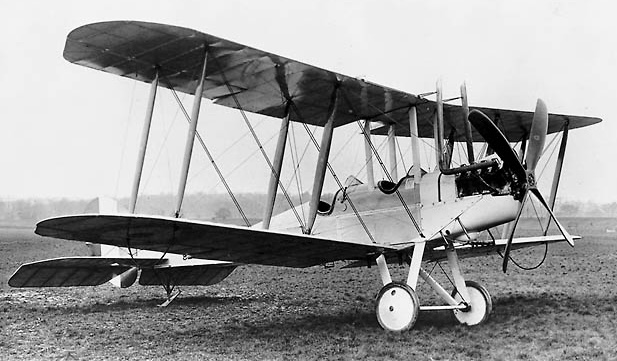
A B.E.2c

霍克於1914年10月被派到法國擔任皇家飛行隊第6中隊的隊長，飛行亨利·法曼式飛機。到1915年中隊換裝了B.E.2並執行許多的偵察任務，其中一次他被地面火力擊傷。4月22日他因在Gontrode從B.E.2c偵察機低空（低於200英尺）投擲手榴彈攻擊一架齊柏林飛船，而被授予傑出服務勳章。他用系繩束縛一個德軍氣球幫助保護他免受敵人的地面火力攻擊。第二次伊珀爾戰役期間，霍克的腳被地面火力擊傷。在戰役的剩餘時間裏他不得不被地勤人員抬上他的飛機升空執行任務，但他拒絕停飛直到戰役結束。
住院治療好腳傷後回到第6中隊，中隊現在接收到了數架單座偵察機，和一些早期型的F.E.2b推進式飛機。其中接收到一架布里斯托C型偵察機是霍克的座機，在航空機械師恩斯特·愛爾頓（後來也成為王牌飛行員）的協助下安裝了他們共同設計的空用版路易士機槍，使得機槍能夠以一個水平軸的角度向前方射擊。
1915年第6中隊服役期間，霍克上尉是路易士·斯特蘭奇上尉的戰友。當時第6中隊成為在軍事航空很多方面的先驅，很大程度上是由於斯特蘭奇的創造力和霍克的工程學上的才能所推動的。他們的才能引領設計創作了各種路易士航空機槍的裝置，其中一個設計讓霍克在空戰中贏得勝利並獲得了維多利亞十字勳章。
霍克革新的思想在此時極大地有利於剛剛起步的英國皇家飛行隊。他提議了加入飛機蒙布保護罩在木製螺旋槳末端上，使用毛皮襯裡長筒靴保暖，設計用於地面訓練時作練習射擊目標的一個原始的「人手搖動式飛機機身」。1916年他還與W.L.French.一同研製改良了路易士航空機槍的彈鼓容量增加至97發。同年7月試驗改良後的路易士航空機槍分發到皇家飛行隊和皇家海軍航空勤務隊。

## 維多利亞十字勳章
在1915年6月取得了首次空戰勝利，7月25日霍克上尉在他序號1609號的早期型布里斯托C型偵察機被註銷後，駕駛另一架序號1611號的布里斯托C型偵察機將訂製的路易士航空機槍安裝到機上，在Passchendaele上空巡邏時，接連攻擊了三架德軍飛機。當天霍克的第一次空戰勝利是在他射光一整排路易士航空機槍彈鼓的子彈後，使敵機進入尾旋墮毀。第二次是損毀並迫降一架德軍飛機，第三次勝利是在大約1萬尺的高度攻擊一架第3飛行中隊的信天翁C偵察機，使敵機起火並墜毀，飛行員Oberleutnant Uebelacker與觀察員Hans Roser陣亡。因為這個戰功他被授予維多利亞十字勳章，他是第三位飛行員同時是第一位戰鬥機飛行員獲得維多利亞十字勳章，是繼因為在一次大膽的空襲德軍行動中首先獲得授勳的William Barnard Rhodes-Moorhouse，以及因使用空中轟炸方式擊落一架齊柏林飛船的Reginald Warneford後授勳。
1915年8月他至少取得了三次空戰勝利。年底被送回英國時霍克上尉的戰績是擊落7架敵機，使他成為第一位英國的王牌飛行員，並在皇家飛行隊中享有相當的名聲。

## 第一支戰鬥機中隊

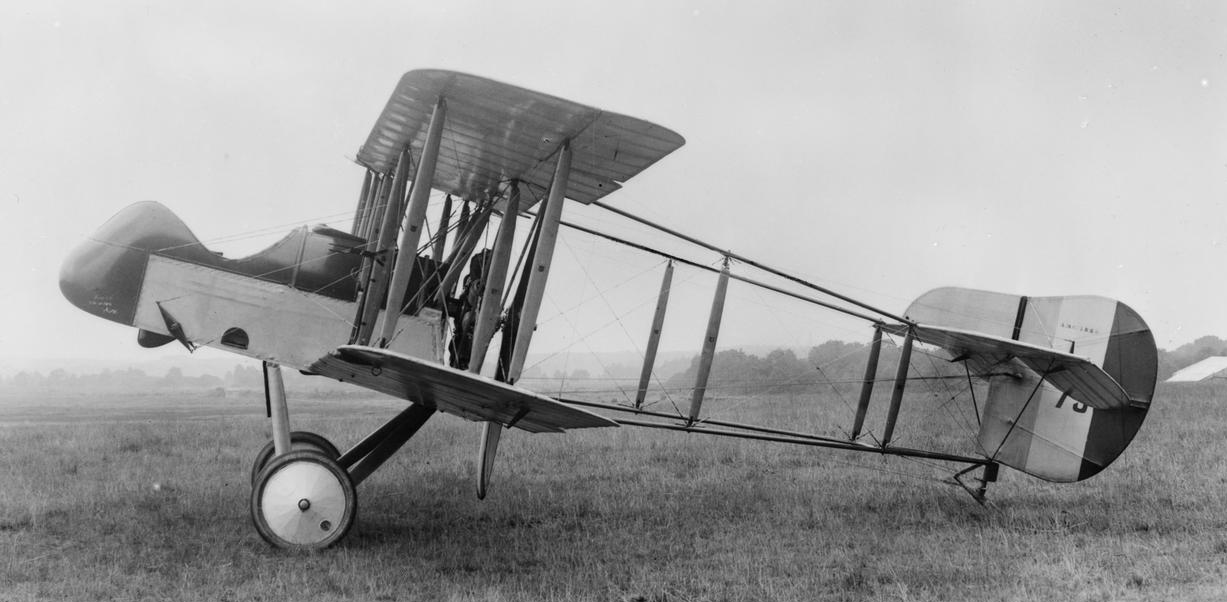
Airco DH.2

1916年初霍克晉升為少校。被任命為RFC第一個（單座）戰鬥機中隊的指揮官，第24中隊駐紮在豪恩斯洛希思機場，駕駛Airco DH.2推進式飛機。同年2月帶領中隊返回索姆省以北的貝爾唐格勒，並迅速對德軍的福克E單翼戰鬥機進行反擊，後者在1916年7月的索姆河攻勢中一直統治著西部戰線的天空。"攻擊一切"作為霍克的個人哲學，亦是他在1916年6月30日對中隊發佈的戰術命令的全文。被他的侵略性所刺激，24中隊在11月以12架飛機和21名飛行員死亡、受傷或失蹤為代價取得了約70次空戰勝利。
到1916年年中，RFC政策是禁止中隊指揮官飛行作戰，包括霍克在內。然而他仍繼續頻繁地飛行執行作戰巡邏和偵察，特別是在索姆河戰場上空。隨著歲月的流逝，德國人把更強大的戰鬥機引進到前線，從裝上一挺機槍的哈爾D.II雙翼戰鬥機開始，到不久之後更先進的裝上兩挺機槍的信天翁D.I雙翼機迅速使到英軍DH.2的性能顯得過時。

## 死亡

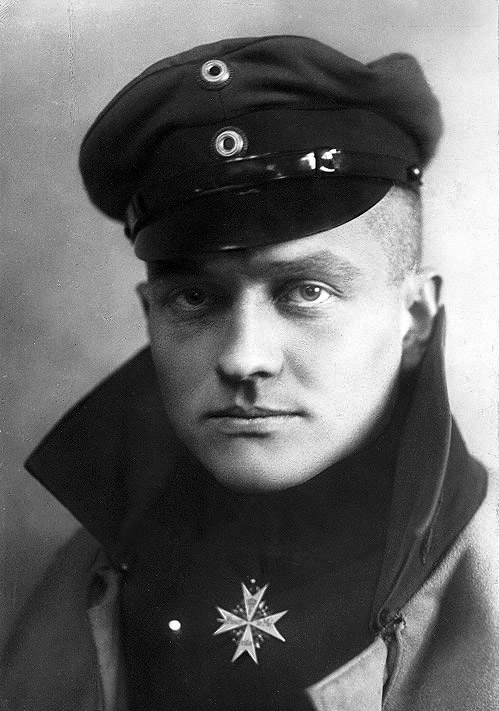
曼弗雷德·馮·里希特霍芬

1916年11月23日霍克少校駕駛Airco DH.2（序號第5964號），帶領約翰·奧利弗·安德魯斯上尉(後來的皇家空軍少將)與羅伯特·桑德比中尉(後來的皇家空軍中將) 於13時離開豪恩斯洛希思機場，在大阿謝上空對兩架德軍飛機發動襲擊。其後發現在頭上有大量的德軍飛機飛行，安德魯斯上尉正要擺脫攻擊，但發現霍克正在發動俯衝攻擊。安德魯斯和桑德比緊隨並支援他：安德魯斯俯衝趕走了一架正攻擊霍克的德軍戰鬥機，然後用子彈射中他的引擎，最後在桑德比的火力掩護下滑翔退出與德軍戰鬥機的纏鬥。
霍克與其他DH.2失去聯繫，開始與由德軍第2戰鬥機中隊（Jasta 2）外號紅男爵的曼弗雷德·馮·里希特霍芬中尉所駕駛的信天翁D.II戰鬥機展開漫長的空中纏鬥。信天翁比DH.2更快馬力更強大，而且裝上兩挺MG08重機槍，武裝上更重型。里希特霍芬在接連的戰鬥中發射了900發子彈。由於燃料不足，霍克最終脫離纏鬥，試圖返回協約國的防線。紅男爵的槍在離防線50碼處卡住，但他最後一次射擊的一顆子彈擊中了霍克的後腦勺當場將他擊斃。他的飛機從1000英尺（300米）處進入尾旋，在路易森霍夫農場以東200米（220碼）處墜毀，就在巴波姆以南佛勒爾路，成為這名德國王牌飛行員的第11次空戰勝利。德國擲彈兵的報告說，在路易森霍夫農場以東250碼（230米）處沿路邊埋葬了霍克。紅男爵·里希特霍芬從霍克的DH.2座機殘骸取得路易士機槍作為戰利品掛在他的營房門的上方。蘭諾·佐治·霍克少校的名字被列入目的在於紀念沒有已知墳墓的陣亡和失蹤飛行員的阿拉斯飛行服務紀念館中。